# Falso raccord
El falso raccord es un error de continuidad cinematográfica o raccord, producido en la conexión entre dos planos. Este error evidencia el carácter de construcción de la narración audiovisual rompiendo la ilusión de montaje trasparente que era buscado desde el cine clásico. Esto puede producir que el espectador se distraiga de la historia y comience a pensar en la construcción de la misma. Sin embargo esto es tomado como un recurso expresivo en varias cinematografías. Se puede destacar, en este sentido, la teoría del montaje de atracciones de Sergei Eisenstein donde el cineasta explora y potencia dicho recurso.

## Recurso
Si bien para la narración audiovisual clásica el falso raccord es considerado un error, a partir de movimientos de realizadores en la década del ´50 y ´60, como la nouvelle vague o el nuevo cine argentino que comenzaron a discutir contra el formalismo del cine clásico, o cinematografías de vanguardia como el cine soviético, el falso raccord se comienza a tomar como un recurso estético, expresivo y narrativo.
Tipos de raccords hay muchos, por lo que también son muchas las posibilidades de trabajar con el recurso del falso raccord, y con diferentes fines. Lo más usados suelen ser el falso raccord de miradas o falso raccord de movimiento para generar tensión en una situación determinada. Se busca intencionalmente romper la continuidad cinematográfica de los planos encadenados con el fin de generar una molestia en el espectador. Se producen saltos de eje intencionales o errores en la continuidad de los movimientos de los personajes.
También suele utilizarse el falso raccord de posición de cámara o de interpretación, para marcar un estado de percepción alterada de algún personaje, por consumo de drogas o por efecto de enfermedades mentales. Se trata de generar una confusión espacio temporal en el espectador, para que empatice con el personaje, o se involucre a otro nivel en lo que este está sintiendo este.
La utilización adrede de falsos raccord de vestuario, objetos, luz o sonido, suele ser utilizado con búsquedas humorísticas en comedias o parodias.
Otro falso raccord muy utilizado es el jump cut, o corte sobre el eje, que se produce cuando se rompe la regla de los 30°, y suele ser utilizado para hacer notar el paso del tiempo o acelerar una situación. Igualmente, como todo recurso cinematográfico, no tiene un uso o significado fijo, todo depende del contexto en donde se use.
El objetivo de este recurso es utilizar el error de continuidad o salto que produce la unión de dos planos sin respetar las leyes de continuidad con fines expresivos.

## Ejemplos en películas
En la famosa escena de la ducha de Psicosis de 1960, además de un montaje vertiginoso que busca hacer que el espectador comience a sentirse incómodo, tenso, también se pueden ver falsos racords que ayudan a esto. En el momento que Marion se enjabona bajo la ducha se encadena un plano medio corto, con un primer plano de ella, casi sin variación de posición de cámara. Esto es una ruptura de la regla de los 30°. Y luego de un plano detalle de la ducha de perfil se produce un salto de eje, la cámara gira 180° para ver el personaje y la cortina de fondo. Y nuevamente se encadena dos planos sin gran variación de escala o posición, rompiendo nuevamente la regla de los 30°. Si Alfred Hitchcock hubiera querido podría haber hecho estos pasajes de planos de manera  trasparente, sin romper la continuidad cinematográfica clásica, incluso podría haber saltado el eje insertando con un plano neutro (la ducha vista de frente) como se solía hacer en la época. Intencionalmente se apeló al recurso de los falsos raccords para incrementar la tensión de un momento que por sí solo no representa demasiada angustia (ver una persona duchándose).
La película Upstream Color, de 2013, está llena de falsos raccords para incrementar el sentimiento de desorientación de los personajes, que al haber ingerido un parásito, dentro de una trama delictiva, quedaron inconsciente por días. Y durante ese tiempo fueron despojados de todos sus bienes sin entender en absoluto lo que pasó. Los falso raccods de miradas, de dirección, de iluminación, de vestuario, de esta película están al servicio de que el espectador trate de reconstruir un relato audiovisual discontinuo, del mismo modo que los protagonistas tratan de reconstruir sus vidas.